# Guerra bizantino-ungherese (1127-1129)
Con guerra bizantino-ungherese del 1127-1129 ci si riferisce al conflitto combattuto tra l'impero bizantino e il regno d'Ungheria in quel triennio.

## Periodizzazione
Le fonti primarie bizantine, nello specifico Giovanni Cinnamo e Niceta Coniata, forniscono pochi dettagli su questa campagna, in quanto non menzionano date e differiscono notevolmente tra di loro. La serie di anni qui presentata, ovvero il 1127-1129, segue quella fornita da Michael Angold e da altri studiosi, ma John Fine ritiene che gli eventi si siano svolti prima, ovvero nel 1125-1126.

## Antefatti

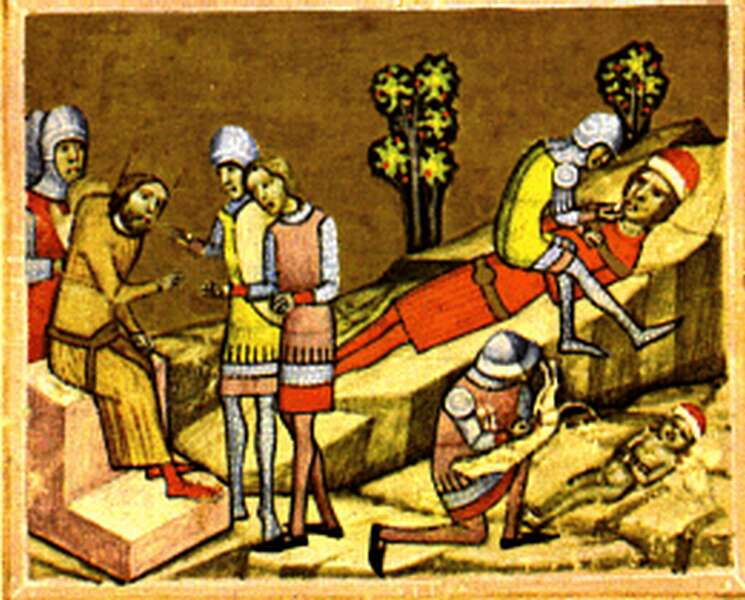
Álmos e suo figlio Béla II vengono accecati per ordine di re Colomanno. Miniatura tratta dalla Chronica Picta

Álmos, fratello del re Colomanno, rimasto al potere dal 1095 al 1116, tentò varie volte di assicurarsi il trono magiaro, malgrado i suoi tentativi fallirono ogni volta. Ormai estenuato dall'atteggiamento del suo consanguineo, Colomanno fece prigioniero Álmos e il suo giovane figlio, Béla, accecando entrambi per assicurare una successione pacifica al proprio discendente.A seguito di questo evento, Álmos si diede a una vita eremitica andando a risiedere nel monastero di Dömös. Quando Colomanno morì nel 1116, suo figlio Stefano fu incoronato al suo posto nella capitale Albareale. La sua pacifica successione dimostra che le misure di sicurezza attuate da Colomanno per impedire ad Álmos di aspirare al trono si rivelarono efficaci.
Secondo la Chronica Picta, l'ormai accecato Álmos, «temendo la sua morte per mano di re Stefano», fuggì nell'impero bizantino. Molti dei suoi sostenitori lo seguirono e l'imperatore Giovanni II Comneno provvide a trovargli rifugio in una città della Macedonia. Il romeo Giovanni Cinnamo conferma che l'imperatore «ebbe una buona impressione» di Álmos «e lo ricevette con cordialità». L'autore aggiunge che Stefano II «spedì dei suoi ambasciatori presso l'imperatore chiedendogli che «Álmos venisse espulso» dall'impero bizantino, ma la sua richiesta andò respinta. Le fonti non specificano l'anno della fuga di Álmos, ma si tende a ritenere che essa avvenne intorno al 1125. Lo storico Ferenc Makk riferisce che Álmos fu costretto ad abbandonare l'Ungheria perché aveva tentato di approfittare dei fallimenti militari riportati da Stefano in Volinia e Dalmazia al fine di cospirare contro la corona. La sua partenza scatenò la guerra bizantino-ungherese del 1127-1129, ma Álmos non ne vide la fine poiché morì in esilio il 1º settembre 1127.

## Svolgimento del conflitto
Secondo il cronista romeo Niceta Coniata, i cittadini dell'insediamento bizantino di Braničevo «attaccarono e saccheggiarono gli ungheresi che erano venuti» nell'impero bizantino «per commerciare, perpetrando i peggiori crimini contro di loro». Stefano II d'Ungheria irruppe nell'impero nell'estate del 1127. Le sue truppe saccheggiarono Belgrado, Braničevo e Naissus, oltre a imperversare intorno a Serdica (Sofia, Bulgaria) e Filippopoli (Plovdiv, Bulgaria), prima di tornare in Ungheria. Per tutta risposta, l'imperatore Giovanni II Comneno marciò contro l'Ungheria nel 1128, dove sconfisse le truppe reali nella battaglia di Haram; inoltre «catturò Frangochorion, la terra più ricca dell'Ungheria» (oggi in Serbia). Dopo la vittoria sui magiari, Giovanni II scagliò un'incursione punitiva contro i serbi. I bizantini temevano la minaccia rappresentata dai serbi, i quali si erano schierati con l'Ungheria. Furono fatti molti prigionieri slavi, poi trasportati a Nicomedia, in Asia Minore, per prestare servizio come coloni militari presso i confini orientali. Una simile azione fu compiuta da un lato per costringere i serbi a sottomettersi (la Serbia era, almeno nominalmente, un protettorato bizantino), dall'altro per rafforzare la frontiera bizantina a est contro gli ottomani. Constatata la situazione, le comunità serbe furono costrette a riconoscere nuovamente la sovranità di Costantinopoli. In Ungheria, la sconfitta patita ad Haram minò l'autorità di Stefano II, che dovette affrontare una grave rivolta quando due conti, di nome «Bors» (forse Boris Colomanno) e «Ivan», vennero dichiarati ambedue re. Entrambi furono alla fine sconfitti, con Ivan che fu decapitato e Bors che forse fuggì a Bisanzio. Secondo Giovanni Cinnamo, Stefano non poté partecipare ai combattimenti perché era malato e si stava riprendendo dagli acciacchi in patria. Giovanni Cinnamo scrive di una seconda campagna di Stefano contro l'impero bizantino, quando le truppe ungheresi, sostenute da rinforzi giunti dalla Boemia al comando del duca Václav di Olomouc, presero d'assalto Braničevo e ne distrussero la fortezza. I magiari avevano ripresero le ostilità, forse per consentire a re Stefano di riaffermare la propria autorità attaccando la fortezza di frontiera bizantina di Braničevo, che andò però immediatamente ricostruita da Giovanni. Gli ulteriori successi militari bizantini (Coniata cita diversi scontri) portarono al ripristino della pace. Cinnamo descrive di una ritirata romea avvenuta prima che fosse stabilita la pace, evento che suggerisce che la campagna non si concluse con una netta vittoria di uno degli schieramenti. Ciononostante, i documenti ungheresi concordano con Coniata nell'indicare che Stefano patì una nuova sconfitta e, di conseguenza, dovette necessariamente negoziare una pace accettando le condizioni bizantine. Lo storico Ferenc Makk ritiene che l'imperatore Giovanni II Comneno fu costretto a ritirarsi e a chiedere la pace e che il trattato fu firmato nell'ottobre del 1129. I bizantini poterono assicurarsi il controllo di Braničevo, Belgrado e Zemun e recuperarono anche la regione di Sirmia (chiamata Frangochorion da Coniata), che era stata in mano ungherese dagli anni 1060.

### Fonti primarie
- (EN) Giovanni Cinnamo, Deeds of John and Manuel Comnenus by John Kinnamos, traduzione di Charles M. Brand, Columbia University Press, 1976, ISBN 0-231-04080-6.
- Niceta Coniata, O City of Byzantium, Annals of Niketas Choniatēs, traduzione di Harry J. Magoulias, Wayne State University Press, 1984, ISBN 978-0-8143-1764-8.
- (EN) Dezső Dercsényi, Leslie S. Domonkos (a cura di), Chronica Picta, Corvina, Taplinger Publishing, 1970, ISBN 0-8008-4015-1.

### Fonti secondarie
- (EN) Michael Angold, The Byzantine Empire, 1025-1204: A Political History, Londra, Longman, 1984.
- (EN) John Bagnell Bury, The Cambridge Medieval History: The Byzantine Empire. Byzantium and its Neighbours, vol. 4, Cambridge, Cambridge University Press, 1975, ISBN 978-0-52-104535-3.
- (EN) Pál Engel, The Realm of St Stephen: A History of Medieval Hungary, 895-1526, I.B. Tauris Publishers, 2001, ISBN 1-86064-061-3.
- (EN) John Van Antwerp Jr. Fine, The Early Medieval Balkans: A Critical Survey from the Sixth to the Late Twelfth Century, Ann Arbor, University of Michigan Press, 1991, ISBN 978-0-472-08149-3.
- (EN) Márta Font, Koloman the Learned, King of Hungary, Szegedi Középkorász Műhely, 2001, ISBN 963-482-521-4.
- (HU) Gyula Kristó e Ferenc Makk, Az Árpád-ház uralkodói [Sovrani della casata degli Arpadi], I.P.C. Könyvek, 1996, ISBN 963-7930-97-3.
- (EN) Ferenc Makk, The Árpáds and the Comneni: Political Relations between Hungary and Byzantium in the 12th century, traduzione di György Novák, Akadémiai Kiadó, 1989, ISBN 963-05-5268-X.
- (EN) Paul Stephenson, Byzantium's Balkan Frontier: A Political Study of the Northern Balkans, 900-1204, Cambridge University Press, 2004, ISBN 0-511-03402-4.
- (EN) Warren Treadgold, A History of the Byzantine State and Society, Stanford University Press, 1997, ISBN 0-8047-2630-2.
- (EN) Tibor Živković, Forging unity: The South Slavs between East and West 550-1150, Belgrado, The Institute of History, Čigoja štampa, 2008.